# Kern-Mantel-Grenze

Schematischer Schnitt durch den Erdkörper: (B) kennzeichnet die Kern-Mantel-Grenze.

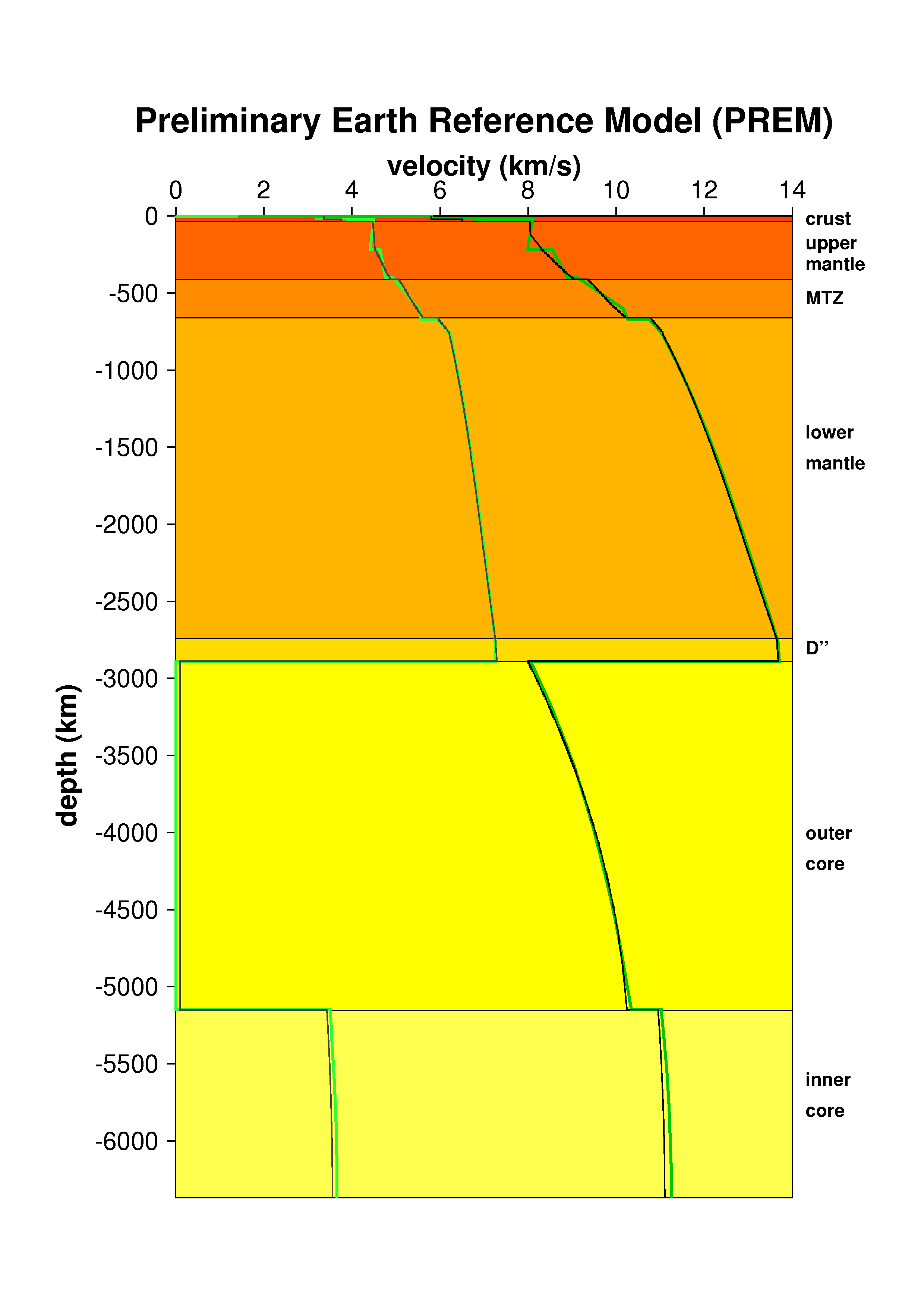
Die seismischen Geschwindigkeiten der P- und S-Wellen weisen an der Kern-Mantel-Grenze einen drastischen, sprungartigen Rückgang auf.

Als Kern-Mantel-Grenze (nur noch selten als Wiechert-Gutenberg-Diskontinuität bezeichnet; nicht zu verwechseln mit der Gutenberg-Diskontinuität des oberen Mantels) wird der Übergang vom Erdmantel zum tiefer gelegenen Erdkern bezeichnet. Da an ihr die Geschwindigkeit der seismischen Wellen drastisch zurückgeht (vgl. zweite Abbildung), kann sie mit seismologischen Methoden erkannt und abgebildet werden. Nach den heute gebräuchlichen Referenz-Erdmodellen befindet sie sich in einer durchschnittlichen Tiefe von 2.889 km (nach IASP91) bzw. 2.891 km (nach PREM).
Diese sehr markante seismische Diskontinuität des Erdkörpers wurde nach Emil Wiechert und Beno Gutenberg benannt, zwei der bedeutendsten deutschen Seismologen und Geophysiker. Wiechert schloss bereits Ende des 19. Jahrhunderts gemeinsam mit Svante Arrhenius aus den Dimensionen der Erde, ihrer Gravitation und der Gravitationswirkung der Krustengesteine auf die Existenz eines Eisenkerns. Dessen Radius wurde im Jahre 1913 von Gutenberg aus seismologischen Messungen bestimmt. Seine Berechnung gilt bis heute als exakt.
Die Existenz eines schweren Kerns war bereits vorher wegen der mittleren Dichte der Erde (5,52 g/cm³) postuliert worden, die zweimal so hoch wie jene des Granit ist. Diese Entdeckung nahm Wiechert zum Anlass, zweischalige Gleichgewichtsmodelle des Erdinnern (Erdkern + Mantel) theoretisch und praktisch zu berechnen (Wiechert-Modell). Wie Karl Ledersteger um 1965 zeigen konnte, liegt diese Zweiteilung der inneren Erdfigur zwischen einem Erdellipsoid mit konstanter Dichte (Maclaurin-Ellipsoid) und dem Wiechert-Modell, jedoch näher bei letzterem.
Die Grenzschicht zwischen dem Erdmantel und dem äußeren Erdkern ist von allen Diskontinuitäten der Erde am stärksten ausgeprägt. Die Ausbreitungsgeschwindigkeit der P-Welle nimmt hier abrupt von fast 14 km/s auf etwa 8 km/s ab, S-Wellen breiten sich im äußeren Erdkern hingegen gar nicht aus. Daraus folgt die Annahme, dass der äußere Kern flüssig sein muss.
Oberhalb der Wiechert-Gutenberg-Diskontinuität befindet sich die erst viel später entdeckte D″-Schicht, die per Definition den unteren Abschluss des Erdmantels bildet. Diese Übergangszone ist zwischen 200 und 300 km mächtig und zeichnet sich durch einen starken Temperaturgradienten und eine heterogene Struktur aus.